# George H. Prouty

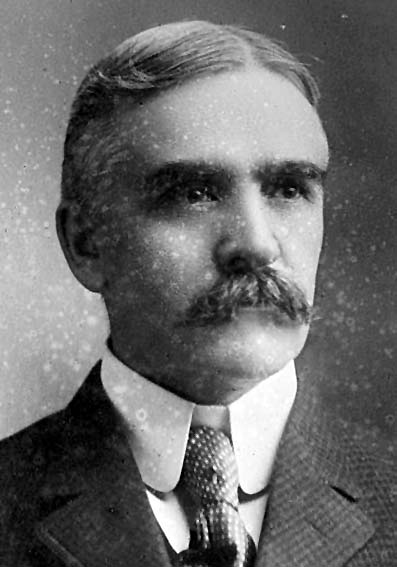
George H. Prouty

George Herbert Prouty (* 4. März 1862 in Newport, Orleans County, Vermont; † 18. August 1918 in Quebec, Kanada) war ein US-amerikanischer Politiker und von 1908 bis 1910 Gouverneur des Bundesstaates Vermont.

## Frühe Jahre und politischer Aufstieg
George Prouty besuchte das Bryan & Stratton Commercial College in Boston. Danach stieg er in die Firma seines Vaters ein, der eines der größten Holzgeschäfte in Neuengland betrieb. Außerdem war er auch noch im Aufsichtsrat der Eisenbahngesellschaft Boston and Maine Railroad, der Orleans Trust Company und der New England Telephone and Telegraph Company.
Prouty war Mitglied der Republikanischen Partei, die zwischen 1854 und 1963 ununterbrochen die Gouverneure von Vermont stellte. Zwischen 1896 und 1897 war er Abgeordneter im Repräsentantenhaus von Vermont. Zwischen 1904 und 1905 war er Mitglied des Staatssenats und auch dessen Präsident. Von 1906 bis 1908 war er als Vizegouverneur Stellvertreter von Gouverneur Fletcher D. Proctor.

## Gouverneur von Vermont und weiterer Lebenslauf
Im Jahr 1908 wurde George Prouty zum neuen Gouverneur seines Staates gewählt. In seiner zweijährigen Amtszeit wurde der Eisenbahnausschuss in die Kommission des öffentlichen Dienstes eingegliedert. Damit kamen alle öffentlichen Dienstleistungen unter eine einzige Verwaltung. Damals entstanden weitere Regierungsgremien wie zum Beispiel ein Schulministerium (State Board of Education). Nach Ablauf seiner Amtszeit am 5. Oktober 1910 widmete sich Prouty wieder seinen umfangreichen Geschäften. Im Jahr 1916 war er Delegierter auf der Republican National Convention. George Prouty starb bei einem Zusammenstoß seines Fahrzeugs mit einem Zug in Quebec. Er war mit Henrietta Allen verheiratet. Sein Neffe Winston L. Prouty war sowohl Abgeordneter als auch Senator im Kongress der Vereinigten Staaten. Sein Bruder Charles war Vorsitzender der Interstate Commerce Commission.